# Adrian Piț
Adrian Florin Piț (Arad, 16 luglio 1983) è un ex calciatore rumeno,  di ruolo centrocampista.

## Carriera
Dopo aver giocato due stagioni (di cui una in Serie A rumena con 10 presenze) con l'UTA Arad, squadra della sua città, è stato acquistato dal Bellinzona, società che all'epoca militava nella seconda serie svizzera, nel 2003. Nell'estate 2007 è stato prelevato a parametro zero dalla Roma. Ha esordito con i giallorossi dal primo minuto nell'andata degli ottavi di finale di Coppa Italia in casa del Torino (partita finita 3-1 per i granata).
Il 21 luglio 2008 viene ceduto in prestito al Pisa, dove indossa la maglia numero 10 e viene abitualmente utilizzato come ala destra.
Gioca la prima partita del campionato da titolare; in seguito viene impiegato come sostituto, giocando in totale 189', finché si infortuna ad un legamento crociato.
Il 2 febbraio 2009 ritorna alla Roma. Il 25 ottobre esordisce in Serie A, subentrando in Roma-Livorno 0-1, ma per racimolare la sua seconda presenza in giallorosso dovrà aspettare fino al 31 gennaio 2010 quando nella partita Roma-Siena subentra a Matteo Brighi e all'88' esegue l'assist per il gol di tacco di Stefano Okaka che fissa il risultato sul 2-1.
Il 1º febbraio 2010 si trasferisce in prestito alla Triestina, disputando 9 partite in Serie B. Il 28 agosto 2010 torna in Romania, all'Universitatea Cluj, dove rimane fino al dicembre successivo, prima di passare agli azeri del Khazar Lankaran.

## Palmarès

### Club
- Supercoppa italiana: 1

Roma: 2007
- Coppa Italia: 1

Roma: 2007-2008
- Coppa d'Azerbaigian: 1

Khazar: 2010-2011